# George Antonius

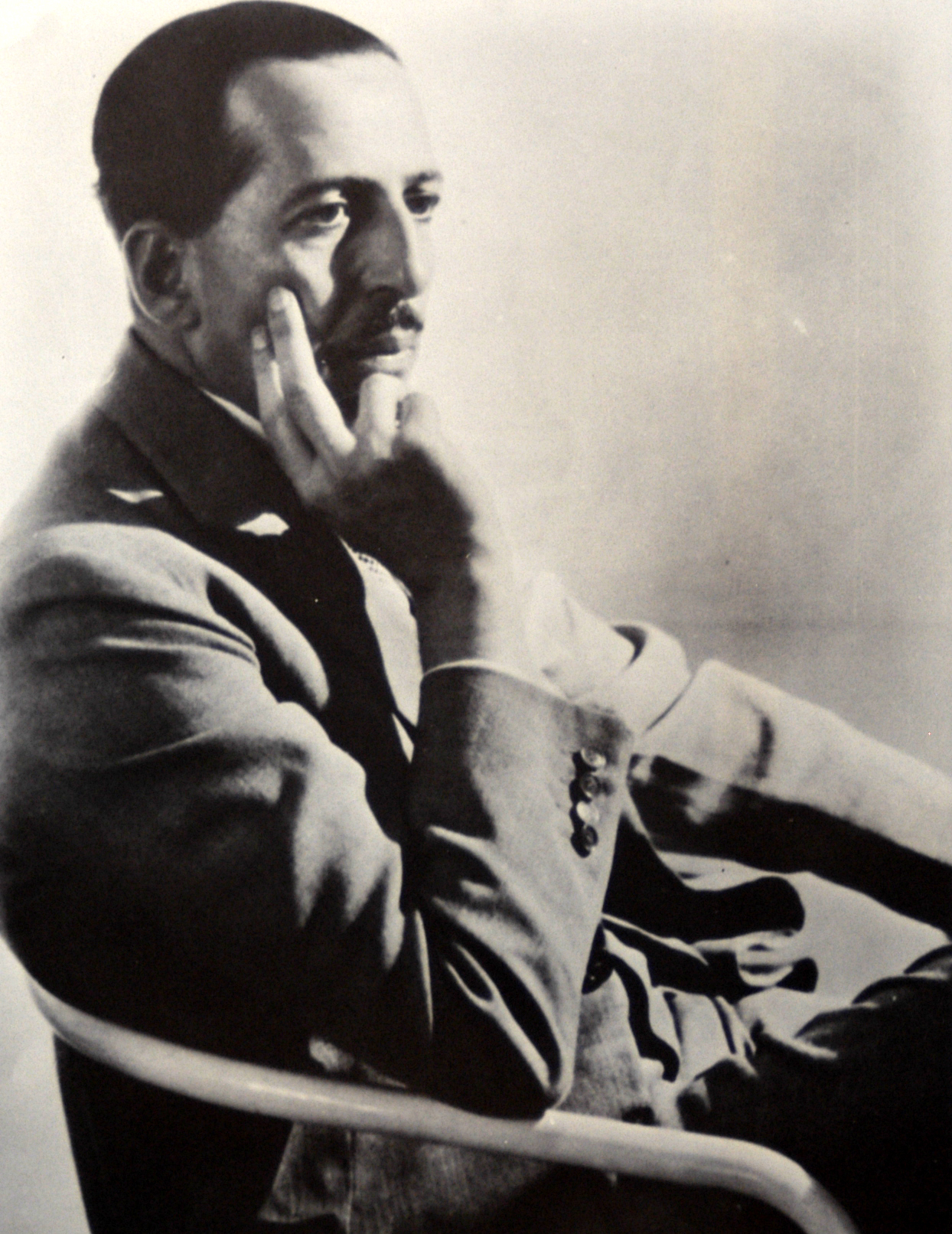
George Antonius in den 1930er Jahren

George Habib Antonius (arabisch جورج حبيب أنطونيوس‎, * 19. Oktober 1891 in Deir el-Qamar, Mutesarriflik Libanonberg, Osmanisches Reich; † 21. Mai 1942 in Jerusalem) war ein arabischer Schriftsteller, der in Palästina lebte und in der britischen Mandatsverwaltung arbeitete. Er gilt als der erste arabische Historiker des säkularen arabischen Nationalismus. Der Historiker Menachem Klein bezeichnet Antonius für seine Zeit als den „prominentesten Repräsentanten der arabischen Nationalbewegung gegenüber dem Westen“.

## Leben
George Antonius’ Eltern waren griechisch-orthodoxe Christen aus dem heutigen Libanon. Sein Vater war im Baumwollhandel vermögend geworden. Antonius wuchs in Ägypten auf, studierte am Victoria College in Alexandria und an der Universität Cambridge.
Von 1921 bis 1930 arbeitete er in der Schulverwaltung im Britischen Mandat in Palästina und erreichte den Rang eines stellvertretenden Direktors im Amt für Bildung und Erziehung. Seit 1925 galt er nicht mehr als Libanese, da er in diesem Jahr das Bürgerrecht in Jerusalem erwarb. Mit der extravertierten Verlegertochter Katy Antonius, die für ihren politisch-literarischen Salon bekannt war, führte er eine offene Ehe. Das Paar hatte eine gemeinsame Tochter. Ein Stammgast dieser Feste war Nassereddin an-Naschaschibi.
Im August 1934 führte er informelle Gespräche mit David Ben-Gurion, Musa al-Alami und Awni Abd al-Hadi (Istiqlal) um die Möglichkeiten zur Verwirklichung einer arabisch-jüdischen Konföderation zu sondieren, die vor allem Ben-Gurion vorschwebte. Initiator der Gespräche war Leon Magnes.
1934 erlaubte ihm ein Stipendium des Crane Institut in New York den Rückzug ins Privatleben, um sich ganz seinem Hauptwerk zu widmen. Ab Juli 1938 schrieb er in einer Villa in Scheich Dscharrah, im später so bezeichneten Shepherd-Hotel wohnend, das Buch Das Arabische Erwachen, das er in Kairo und Alexandria vollendete. Das Geschichtswerk über die gegen das Osmanische Reich gerichtete Arabische Revolte der Jahre 1916 bis 1918 wurde sehr unterschiedlich rezipiert und zuweilen als unakademische Arbeit bezeichnet. Als Autor gibt er seinen neutralen Standpunkt zum Ende des Buches gänzlich auf und die ersten 350 Seiten dienen ihm dazu Relevanz und Leserempathie  für die politische Aktualität aufzubauen.
George Antonius äußert sich in seinem Buch nicht grundsätzlich gegen jüdische Einwanderung, doch argumentiert er, es könne nicht den arabischen Einwohnern Palästinas fast allein obliegen, vertriebene Juden aufzunehmen, während westliche Staaten ihre Grenzen für jüdische Flüchtlinge nur begrenzt öffneten. Dem Denken des Kulturzionisten Achad Ha'am bringt er sogar Interesse entgegen. Eine Negation der jüdischen Anliegen kommt bei Antonius somit nicht vor. Er erinnert vielmehr Großbritannien an gemachte Zusagen und veröffentlicht zum ersten Mal die Hussein-McMahon-Korrespondenz von 1915/1916, die diese Zusagen enthält. Er schließt mit der Aussage: „[Diese Bürde Palästina aufzuerlegen sei] eine jämmerliche Vernachlässigung der Pflicht, die der gesamten zivilisierten Welt oblag. Es ist moralisch empörend. Kein Moralkodex kann die Verfolgung des einen Volkes mit einem Versuch rechtfertigen, die Verfolgung eines anderen zu lindern.“ Antonius äußert die Voraussicht, dass der laufende Vorgang der Landnahme zur Vernichtung der Palästinenser, den Besitzern des Landes, führen werde.
Für das Schreiben gebot Antonius über die 12.000 Bände seiner privaten Bibliothek. 1936–1937 zählte er zu den Personen, die von der Peel-Kommission angehört wurden. Antonius reiste im Februar 1939 als palästinensischer Berater an die St.-James-Konferenz in London.
Antonius sah den Ursprung des arabischen Nationalismus in der Amtszeit von Mehmet Ali Pascha, der von 1805 bis 1848 als Wālī (Gouverneur) in der osmanischen Provinz Ägypten herrschte. Antonius argumentierte, dass der arabische Nationalismus ein westliches Produkt ist, der speziell von den protestantischen Missionaren aus Großbritannien und den USA kam. Er maß der Amerikanischen Universität Beirut (ursprünglich das Syrisch Protestantische College) eine zentrale Rolle in der Entwicklung des arabischen Nationalismus zu.

## Schriften
Das Arabische Erwachen, 1938 (Ausgaben)
- The Arab Awakening – The Story of the Arab National Movement. Capricorn Books, New York 1965.
- The Arab Awakening – The Story of the Arab National Movement. Reprint, Librairie du Liban, Beirut 1969.